# Озеро Лунгерн
Озеро Лунгерн, також Лунгернзее, або рідше Лунгерензее — природна водойма у швейцарському кантоні Обвальден. До озера можна дістатися через перевал Брюніг або з Люцерна через долину Сарнера. Місто Лунгерн та його райони Кайзерштуль-Бюрглен та село Обзее розташовані на березі озера.

## Історія
Щоб отримати нові землі для громади, яка мала мало оброблюваних земель, виникла ідея зниження рівня озера, яка обговорювалася ще в 1700 році. У 18 столітті питання зниження рівня озера було розглянуто. Село розділилося на тих, хто виступав проти зниження, і тих, хто підтримував зниження, «мокрих» та «сухих». Це тривало з 1790 по 1836 рік, поки після кропіткої роботи не було завершено тунель довжиною 420 метрів. З його допомогою озеро було знижено з початкового рівня 675 м на 657 м. Це дозволило 170 га землі рекультивувати. На честь 175-ї річниці цієї події Люк Гассер та Ріоді Гассер зняли документальний фільм «Härdepfel im See» (Тверді яблука на озері).
У 1921 році, лише 85 роками пізніше, озеро знову перегородили дамбою для роботи електростанції, і додаткові землі знову були втрачені. Дамбу будували двома етапами. Будівництво розпочалося в 1921 році, першу дамбу завершили восени 1921 року, а експлуатація розпочалася в 1922 році. У 1926 році другий етап включав перегородження озера дамбою до його нинішнього рівня.
У березні 1999 року на березі під час відпливу води було знайдено два тіла, зацементовані в бочках з-під нафти. Вбивця із західної Швейцарії не знав, що рівень озера взимку нижчий, а це означало, що широка ділянка берега більше не перебувала під водою.

## Туризм
Озеро рекламується як «рай для рибалок». У Лунгерні є курорт на березі озера та школа вітрильного спорту. На південному кінці озера є кемпінг прямо на березі озера. У 2004 році існували плани побудувати на озері підйомник для водних лижників для вейкбордингу, щоб стимулювати туризм у регіоні. Однак плани не були реалізовані. Недоліком для туристичного використання озера є те, що рівень води значно нижчий взимку через виробництво електроенергії. На кантональній дорозі до перевалу Брюніг є оглядовий майданчик на Хельрютіранк, з якого видно озеро та значну частину долини Сарнера аж до гори Пілатус та Лоппер.

## Використання для виробництва електроенергії
Озеро Лунгерн використовується для виробництва електроенергії з моменту його перекриття греблею в 1921 році. Після чистого напору 190 метрів вода з водосховища обертає три турбіни на електростанції Унтераа (раніше Лунгернзееверк) у Гісвілі, які виробляють електроенергію для загальної мережі та для роботи Центральної залізниці (Zentralbahn). Четверта турбіна перекачує воду з долин Мельхталь в озеро Лунгерн за допомогою протитиску або сифонного режиму. Через нижчий приплив взимку рівень води в озері Лунгерн падає до 40 метрів, а навесні знову піднімається з таненням снігу. Протягом зимових місяців ефективний напір у машинній групі 4 навіть збільшується, щоб відповідати нижньому рівню озера, таким чином виробляючи цінну додаткову енергію з тією ж робочою водою. Концесійна угода для Обвальденської електростанції (EWO) передбачає, що рівень озера повинен підтримуватися між 648,74 та 688,74 метрами, а в літні місяці — між 687,50 та 688,50 метрами. Якщо ці рівні порушуються, електростанція Обвальдена повинна сплатити штраф.

## Зображення

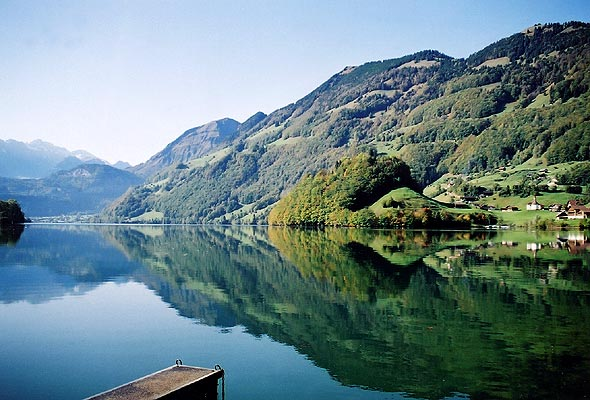
Озеро Лунгер: вид з імператорського крісла
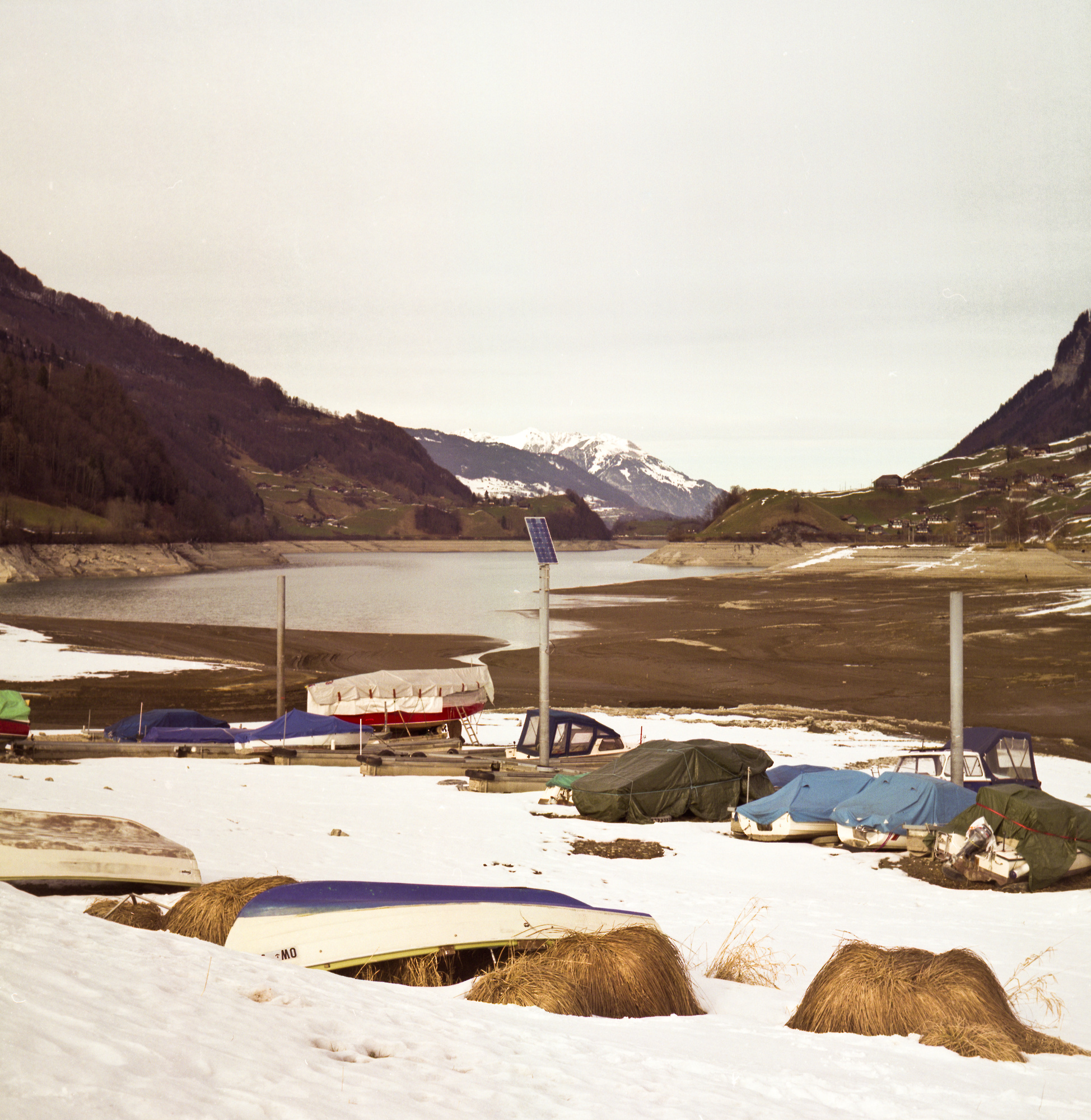
Маловоддя взимку в Обзее
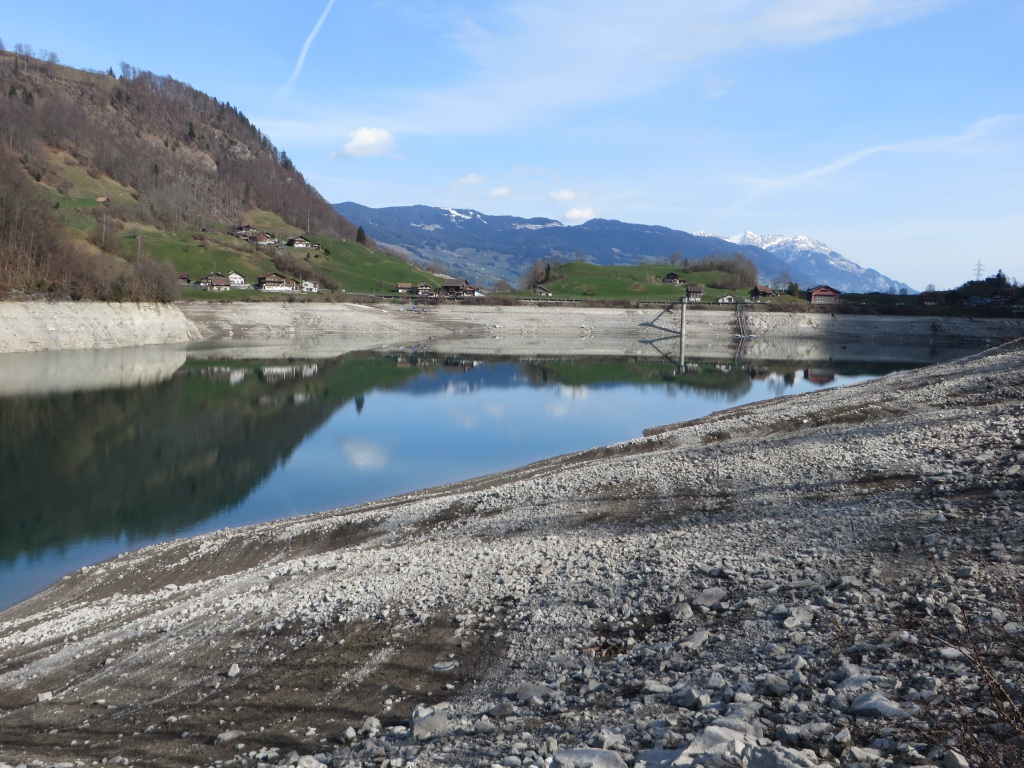
Низький рівень води з греблею і дренажем
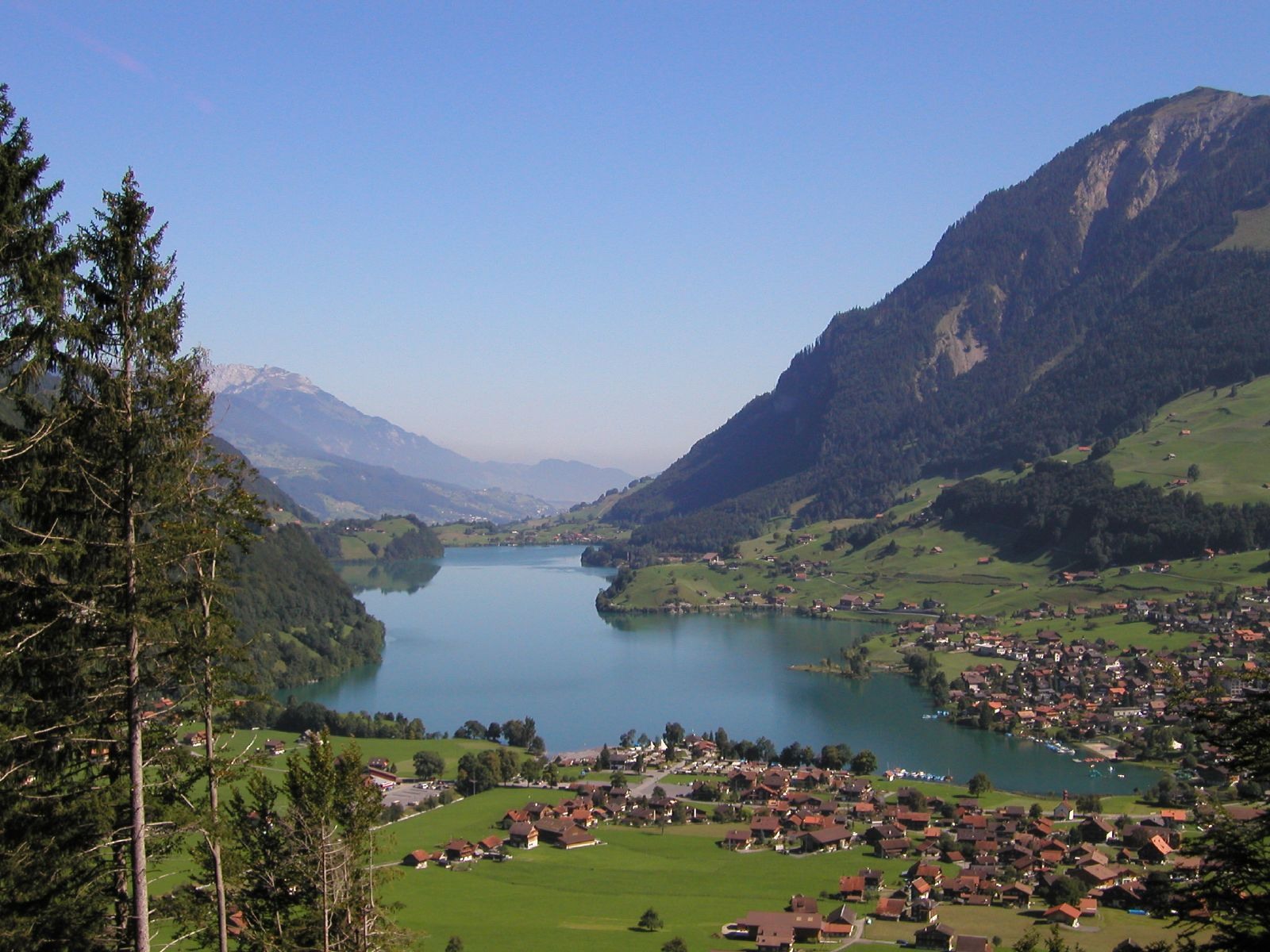
Вид на озеро на північ
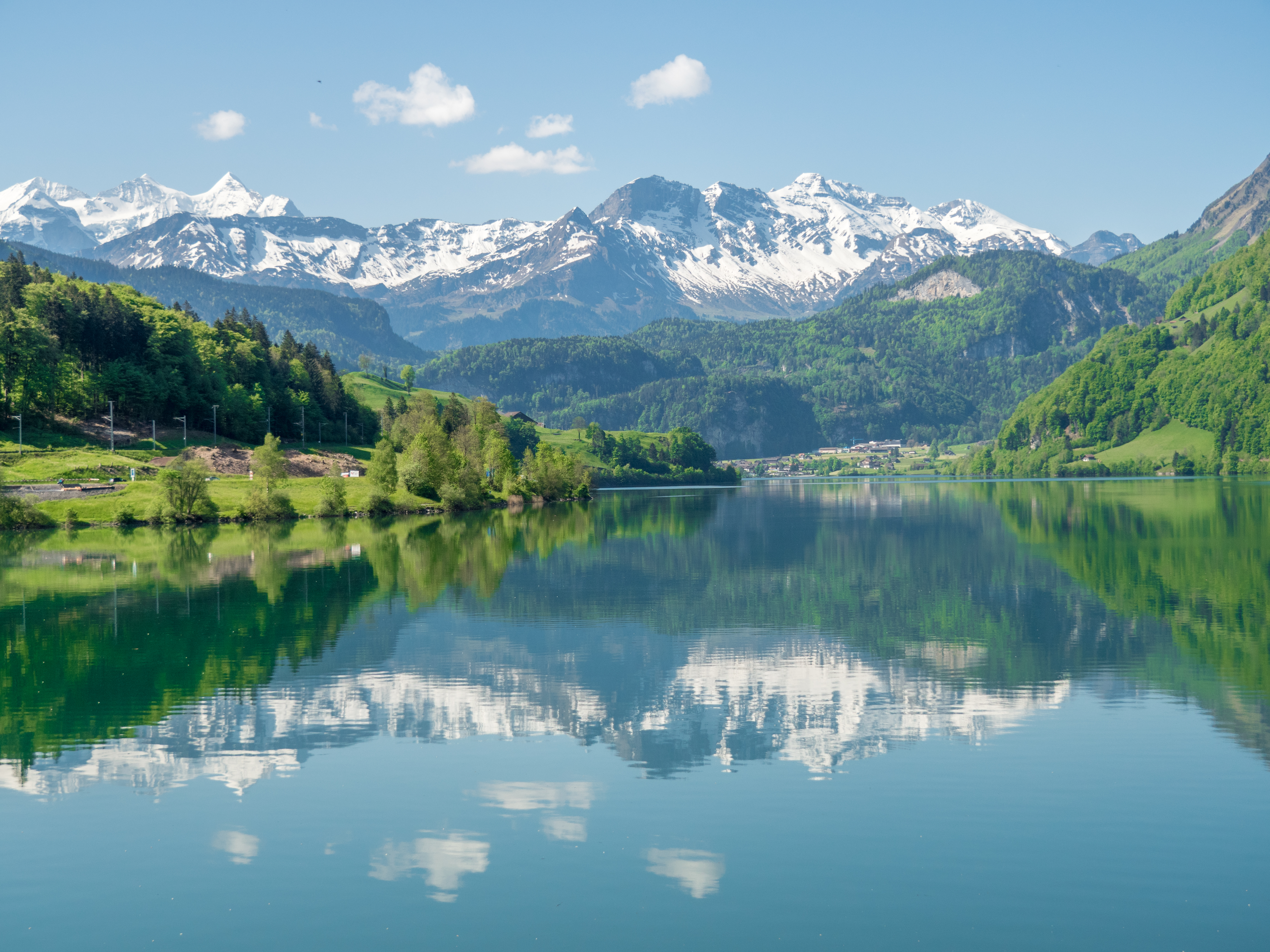
Вид на озеро на південь
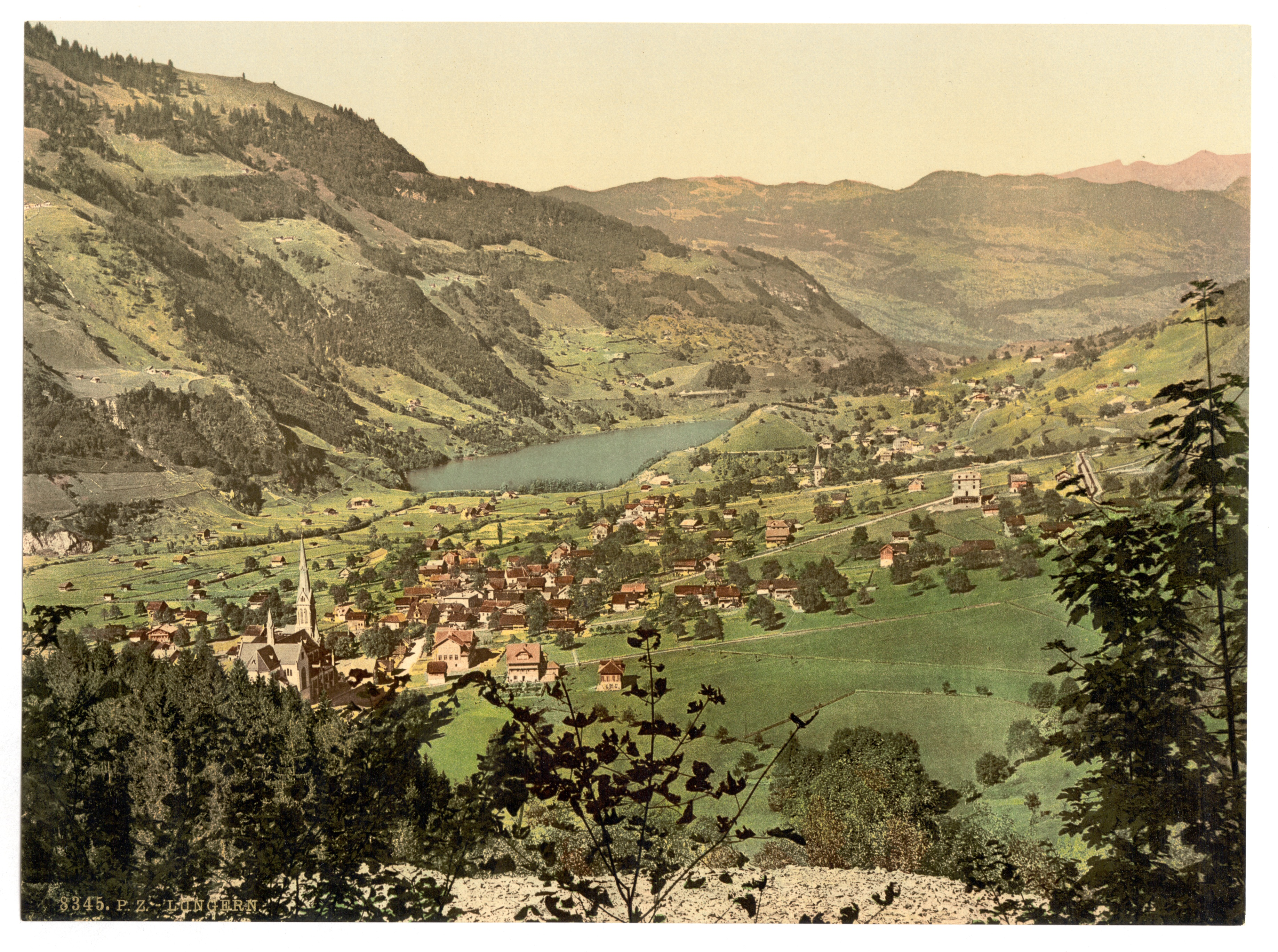
Вид на озеро, що виходить на північ, на листівці, що датується 1890-1900 роками
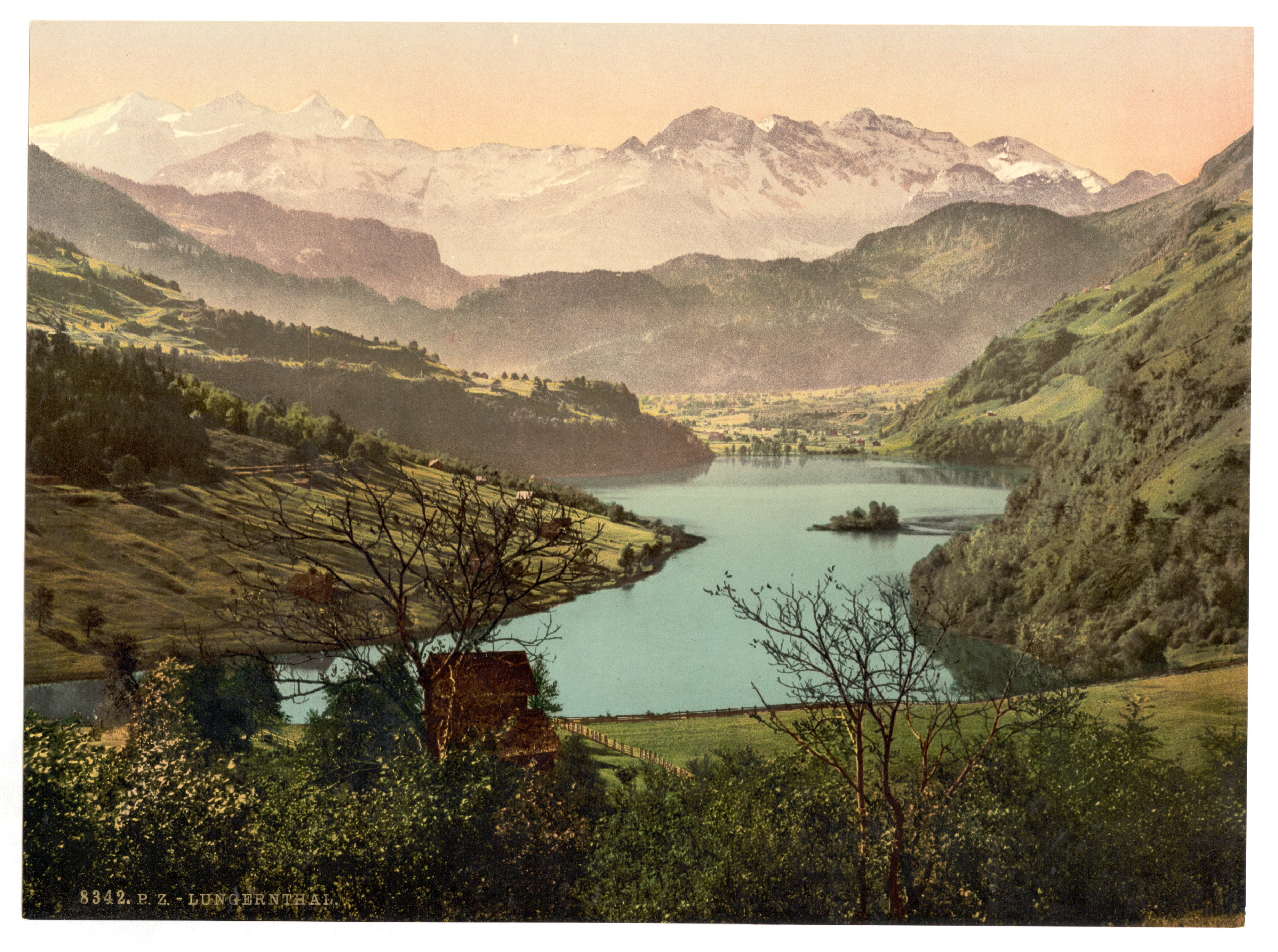
Вид на озеро, що виходить на південь, на листівці, датованій 1890-1900 роками.
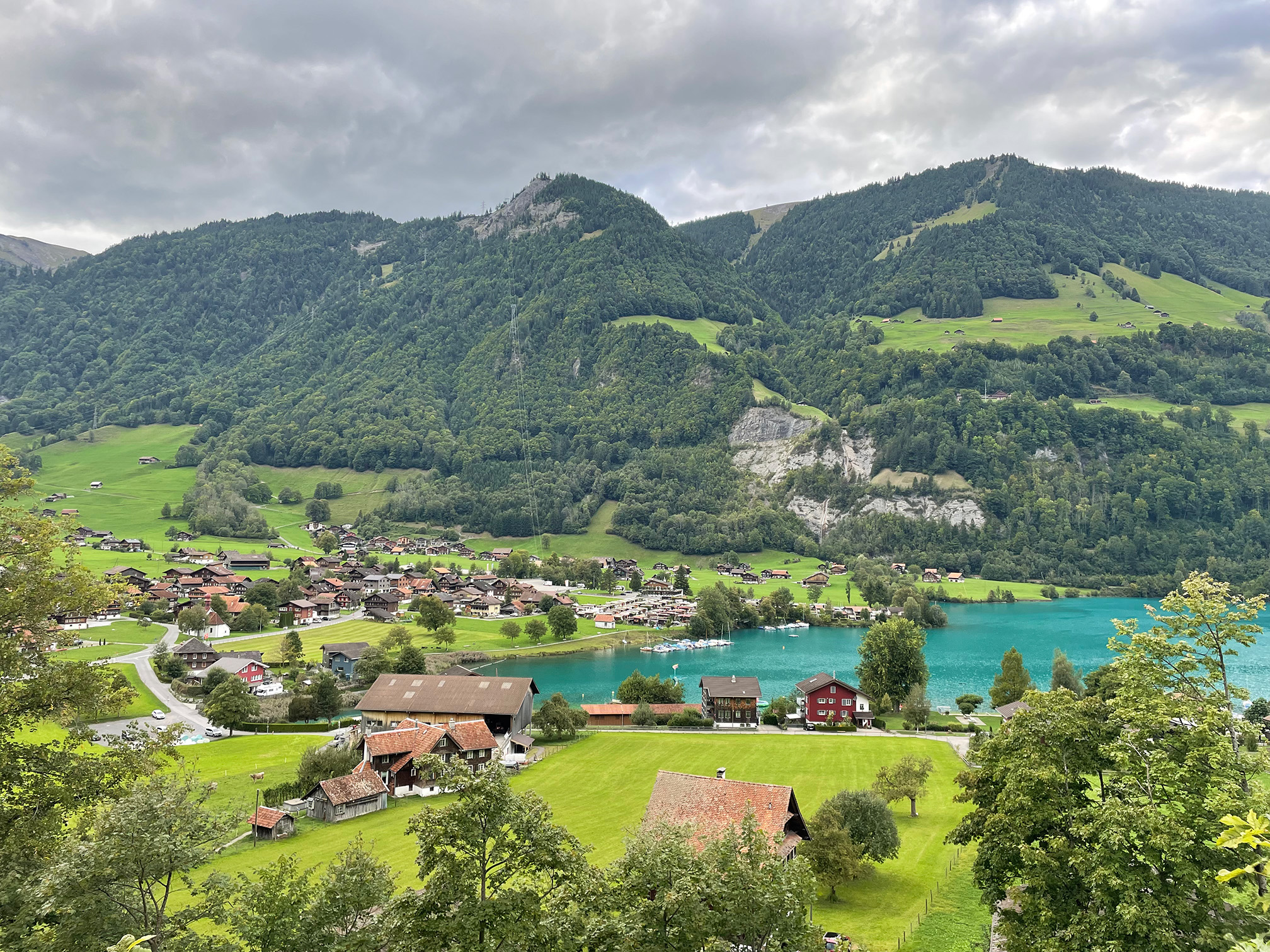
Вид з парафіяльної церкви через озеро на Обзеї

## Вебпосилання
- Lungernsee німецькою, французькою та італійською //  Історичний словник Швейцарії.
- Pegel des Lungerersees (letzte 7 Tage) auf der Website des Elektrizitätswerks Obwalden
- [Архівовано [Дата відсутня], у www.ewo.ch] auf der Website des Elektrizitätswerks Obwalden